# Vương cung thánh đường Thánh Severinus của Bordeaux
Vương cung thánh đường Thánh Severinus (hoặc Vương cung thánh đường Thánh Severinus của Bordeaux) là một công trình tôn giáo lớn được xây dựng tại Bordeaux vào đầu thế kỷ 11. Nhà thờ được xếp hạng là di tích lịch sử quốc gia từ năm 1840, một phần của Di sản thế giới Đường hành hương Santiago de Compostela ở Pháp được UNESCO công nhận từ năm 1998.

## Lịch sử
Vương cung thánh đường được xây dựng trên một nghĩa địa Kitô giáo có niên đại từ thế kỷ thứ 4 sau Công nguyên. Văn bia Flavinus được khắc có niên đại từ năm 365 đến 385 sau Công nguyên làm chứng cho sự hiện diện của Cơ đốc giáo ở Bordeaux đến Hậu kỳ cổ đại. Văn bia này đã được khám phá trong một cuộc khai quật nghĩa địa vào năm 1909 và ngày nay được lưu trữ trong Bảo tàng Aquitaine ở Bordeaux.